# 마재윤
마재윤(1987년 11월 23일 ~ ) 은 대한민국의 전직 스타크래프트 프로게이머로, 전 CJ 엔투스 소속의 저그 유저였다. 초창기 'ipxzerg'이라는 아이디를 쓰다가 'sAviOr'이란 아이디로 바꾸었다. 프로게이머로 활동하던 전성기 시절 별명은 '마본좌', '마신', '마에스트로'였다.
'운영형 저그'의 완성을 이끌어냈으며, 단순히 전성기 기량과 커리어를 바탕으로만 본다면 '최고의 저그'로 평가받을 수 있으나 스타크래프트 승부조작 사건으로 인하여 이 평가는 적절치 않게 되었다.
2007년 3월 3일 김택용과의 MSL 결승전에서 0:3으로 완패한 이후 극심한 슬럼프 끝에 2008년 6월 2군으로 강등당했다가 다시 1군으로 복귀되기까지 했다. 2009년 이후 위너스리그 등에서의 활약을 바탕으로 개인리그에서도 조금씩 과거 전성기 시절의 모습을 찾아가는 듯하였으나, 2009년말 다시 부진한 모습을 보였고, 2010년에는 프로리그의 로스터에서 말소되었다. 이 가운데 불거진 승부조작 의혹을 받았는데, 5월에는 승부조작 혐의에 연루되었음이 검찰수사를 통해 발표되었고, 결국 CJ 엔투스에서 방출되었다.
2010년 6월에 공판이 진행되었고, KeSPA로부터 영구제명되었으며, 2010년 10월 22일 최종적으로 징역 1년, 집행 유예 2년, 사회 봉사 120시간이 선고되었다. 현재는 아프리카TV BJ로 활동하고있다.

## 선수 이력

### 첫 데뷔
2003년 12월 GO(현 CJ 엔투스)팀에 입단하여 프로게이머 생활을 시작하였다. 이듬해 5월 Spris MSL 2004에 첫 데뷔이후 처음으로 진출하면서 최초로 자신의 이름을 알렸다.

## 저그 운영의 시초
당시 저그는 2해처리 빌드로 테란,프로토스와 경쟁을 했었다. 당시 공격형 저그 박성준과 운영형 저그 박태민 두 부류가 있었다.
저그의 강력한 포스를 보였던 홍진호가 공격형 저그의 시초였고 이후 그 공격을 방어로 한 이후 운영을 보이던 저그가 조용호였다.
하지만 그들도 테란의 원배럭 더블 빌드에 밀렸다. 앞마당만 먹으면 힘을 뽑아냈던 저그 암살자인 최연성, 이윤열이 있었다.
그래서 저그는 거의 지옥 같은 생활을 했지만 마재윤의 등장으로 그것을 바꿔 버린다. 당시 2005년 때 3해처리 운영의 기초를 보여주며 마재윤이 등장하였다.
한때 저그전 최강이었던 최연성 이윤열을 이기며 파란을 일으켰고 마재윤의 3해처리 운영은 모든 저그들에게 새로운 빌드였고 4가스를 주면 저그를 잡지 못한다 라는
수식어까지 붙으며 배틀넷 에서도 저그는 사기 종족이라 불리며 득세하게 된 계기가 된다.
Spris MSL 2004에 진출한 때와 비슷한 시기인 2004년 7월 13일, 마재윤은 KTF 매직엔스와의 팀리그 승자전 4강 경기에 선봉으로 출전한다. 당시 KTF 매직엔스는 주요 대회 우승, 준우승자 출신인 홍진호, 강민, 박정석, 변길섭, 조용호 등이 포진한 최고의 팀이었으며, 이미 2004년 2월 팀리그에서 준우승을 차지한 강팀이었다.
마재윤은 이 첫 데뷔전에서 당대 최고의 선수들인 홍진호, 김정민, 변길섭, 조용호를 모두 꺾는 '올킬'을 기록하며 화제를 낳았다.

## 최고의 상승세
마재윤은 MSL에서 크게 활약을 하였는데 강민, 박정석을 서바이버토너먼트에서 무찌르며 MSL에 진출하였고 우주닷컴 MSL 2005 결승전에서 또다시 박정석을 무찌르며 우주닷컴 MSL 2005 우승을 달성하였는데, 그것이 개인리그 첫 우승이였다. 마재윤은 첫 개인리그 우승 이후 MBC게임 팀리그에서 크게 활약하며 자신의 명성을 알렸다. 또한 WEF 2005 스타크래프트 대회에서 그당시 최고의 게이머 최연성까지 이기며 상승세를 달렸다.

## 개인리그 첫 준우승과 3회 MSL우승
마재윤은 CYON MSL 결승전에서 조용호에게 1:3으로 패배해 개인리그 첫 준우승을 차지하였다. 이후 프링글스 MSL Season 1에서 강민을 꺾고 두번째 우승을 달성했고 또한 WEF 2006 스타크래프트 결승전에서 이윤열에게 승리해 우승했다. WEF 스타크래프트 부문 2연속 우승이었다. 이어서 프링글스 MSL Season 2에서 심소명을 3:1로 이기며 MSL 3회 우승과 함께 금배지를 획득했다.

### 본좌 등극

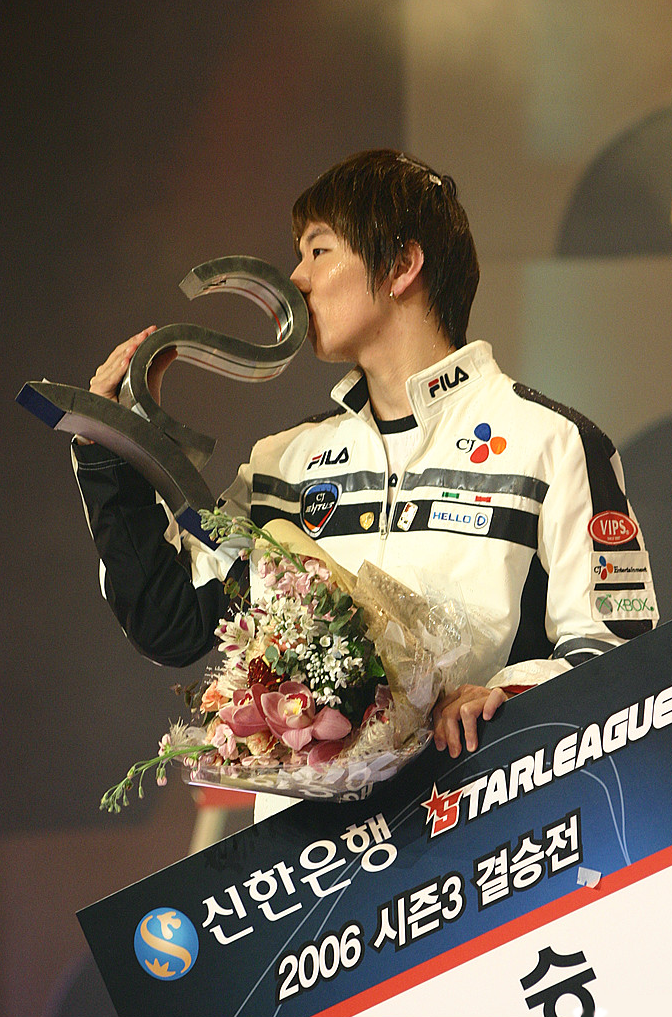
본좌 논쟁의 종지부를 찍은 신한은행 스타리그 시즌3의 우승

이후 꾸준히 팀별 리그, 개인 리그에서 조금은 활약하던 마재윤은, 2005년 4월부터 전성기를 맞이하였다.
마재윤은 의심할 바 없는 당대 최강의 선수였던 최연성에게 압도적인 모습을 보여주며 당대 최강자임을 과시하였다.
우주닷컴 MSL 2005에서 박정석(당시 KTF 매직엔스,현 KT Rolster)을 꺾고 첫 우승을 차지한 이래 MSL 3회 우승을 차지한데 이어, 2007년 2월에는 MSL 5회 연속 결승 진출하여 김택용과 대결하게 되었다.
한편, MSL에서의 눈부신 활약과 달리 온게임넷 스타리그에서는 예선 탈락도 여러차례 하는 등 부진한 모습을 보여왔다. 그러나 5번째 MSL 결승전을 앞두고 벌어진 신한은행 스타리그 2006 Season 3 결승에서 이윤열(현 위메이드 폭스)을 3:1로 꺾고 로열로더로서 우승하였다. 당시 엄재경 해설위원의 "사람이 신을 어떻게 이깁니까!" 발언과 인상적인 퀸 사용은 한동안 화제가 되었다. 그만큼 당시 마재윤의 실력과 기세는 모든 이들을 압도하는 수준이었다.
마재윤의 '절정'이었던 2006년 전적은 통합전적 62승 22패 승률 73.8%, 프로토스전 21승 3패 승률 87.5% (프로토스전 9연승 중)이며 2006년 5전3선승 통산전적 12승2패 (총전적39승 14패 승률 73.6%승률)이며 2006년 모든 종족전 트리플60 갱신했다.

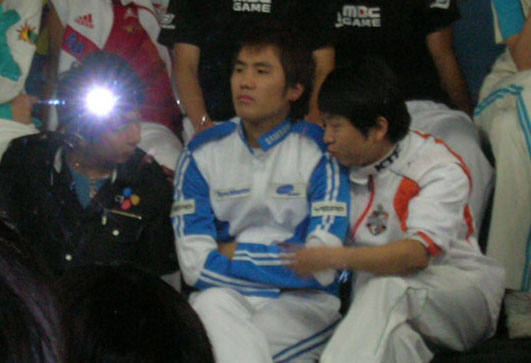
조용호가 변은종이랑 대화하는 모습을 옆에서 관망하고 있는 마재윤

### 2007년 3.3 혁명과 부진
신한은행 스타리그 2006 Season 3의 우승 일주일 후인 2007년 3월 3일 마재윤은 5회 연속 진출한 MSL 결승에서 당시는 신예였던 김택용(당시 MBC게임 히어로, 현 SK 텔레콤 T1)과 맞붙게 된다. 마재윤의 2006 시즌 프로토스전 성적은 21승 3패, 승률 87.5%에 달했던 것은 물론, 대부분의 전문가와 시청자들은 마재윤의 압도적인 승리를 예상하였다.
그러나 결승전 당일, 김택용은 모든 이의 예상을 뒤엎고 마재윤을 3:0으로 제압하며 김택용 기준으로 역대 최연소 우승을 차지하였다. 김택용은 3세트 모두 커세어와 다크 템플러를 주축으로 한 견제 플레이에 주력하였고, 경기 내내 단 한 번도 주도권을 내주지 않는 완벽한 운영으로 마재윤을 무너뜨렸다. 이는 훗날 '3.3 혁명'이라고 불릴 만큼 충격적인 결과였고, 이후 마재윤은 정상의 자리에서 급격히 추락하는 모습을 보여주었다.
이후 2007년 3월 17일 신한은행 마스터즈에서 테란 한동욱을 3:1로 꺾고 결승에 오르는 저력을 보여주었으나, 결승에서 지난 신한은행 스타리그 시즌3에서 자신에게 패해 준우승을 했던 이윤열에게 1:3로 패배하였다. 또한 3월 31일 제5회 슈퍼파이트에서 김택용에게 패했고, 상대전적에서 완벽한 우세를 보이던 최연성에게 패하는 등 엄청난 추락을 겪었다.
그 후에도 블리즈컨 2007에서 강민을 2:0으로 꺾고 우승하는 등 꾸준한 모습을 보여주었으나, WWI2007, IEF2007 결승에서 김택용에게 각각 1:2, 0:2로 패하면서 천적 관계를 유지하였다. WCG 2007에서는 한국대표선발전 3위로 본선에 진출하였으나 중국의 샤쥔춘에게 1:2로 역전패당했으며, 2007년 말부터는 천적 이성은의 등장으로 마재윤의 부진은 더욱 심화되었다.

### 2008년 상반기
마재윤의 기량 난조는 2008년 상반기까지 이어졌다. 양대 리그 조기 탈락에 이어 오프라인 예선까지 추락하는 것은 물론, 프로리그 08시즌에서도 부진에 부진을 거듭하면서 가끔씩 팀플에서만 활약하는데 그쳤다. 결국 2008년 6월, CJ 엔투스는 특단의 조치로 마재윤에게 2군 강등을 통보했다. 이후 3주간 2군 숙소에서 훈련을 소화한 마재윤은 그 성과와 태도가 인정되어 2008년 7월 21일부로 1군에 전격 복귀하였다.
이후에 인크루트 스타리그 2008에 이어 BATOO 스타리그 08~09에서도 예선전에서 떨어졌고, 클럽데이 온라인 MSL 2008에서는 온게임넷 스파키즈의 신예 임원기를 잡고 복귀했지만, 32강 최종전에서 이윤열에게 또다시 패배하면서 16강 진출에 분루를 삼켜야 했다. 하지만 이후 로스트사가 MSL 2009에서 다시 32강에 진출, 사상 유례없는 MSL 11연속 진출을 달성했다(KPGA시절까지 포함하면 이윤열, 조용호등이 있으나 순수 MSL만 따질 경우 마재윤이 최초이다). 2008년 10월 11일에 펼쳐진 블리즈컨 2008에서는 박지수와 허영무를 잡고 결승 진출에 성공했고, 12일에 치러진 결승전에서 이윤열을 만나 2:0으로 승리를 거두고 블리즈컨 2연속 제패에 성공했다.
신한은행 프로리그 08-09시즌에서 선전하였으며, 로스트사가 MSL 2009에서도 택마록에서 완승을 거두고 8강까지 진출하였다. 이로써 부진을 조금 덜었고, 동시에 차기 MSL 시드를 확보함으로써 MSL 12연속 진출까지 달성했다.

### 2008년 하반기 ~ 2009년 상반기까지의 재기
마재윤의 재기는 2008년 하반기에 시작된다. 2008년 블리즈컨 2연패를 달성함으로써, 부활의 전조를 알렸고, 프로리그에서도 3연승을 거두면서 좋은 출발을 보였지만, 천적 이성은에게 완패를 당하고 난 뒤, 계속 아쉬운 플레이를 보여주면서 6승 6패의 성적을 냈다.
그러나 위너스리그가 시작되면서 마재윤은 완전히 달라진 모습을 보여주었다. 마재윤은 스파키즈전 1:1 상태에서 차봉으로 나와 문성진, 신상문, 박명수를 연달아 물리치고 3킬을 기록하였고, 이스트로전에서는 1:2 상황에서 중견으로 출전해 박상우, 신상호, 신대근을 잡아내며 또다시 3킬을 기록, 마삼킬이라는 별명을 얻으며 완전히 달라진 모습을 보여주었다.
로스트사가 MSL 2009 8강에서 김명운에게 3:1로 패하며 이후의 기세는 한풀 꺾였지만, 시즌 중 이성은과 김택용을 잡아내면서 천적 이미지는 어느정도 불식시키는데 성공한다.

### 2009년 하반기 ~ 2010년 4월
신한은행 위너스리그 08-09에서 마재윤은 2번 연속 3킬을 기록하며 팀의 승리를 이끌어 마삼킬이란 별명과 함께 팬들에게 기대를 안겨주었고 로스트사가 MSL 2009 16강에서도 신희승에게 압승을 거두며 부활의 모습을 보였다. 또한 2009년 7월에는 e스타즈 스타크래프트 헤리티지 대회에서 이윤열을 2:1로 꺾고 우승까지 하였으나 위너스리그 종료 이후 점차 기세가 꺾이기 시작했다. 스타리그 예선을 계속 뚫지 못하며 본선 진출에 실패했으며, 저그전에서는 기량 난조를 보였다. 그러나 10월 29일 서바이버 토너먼트를 뛰어난 경기력으로 전승 통과하며 13시즌 연속 MSL진출이라는 대기록을 세웠다. 하지만 이어지는 NATE MSL 2009에서 32강 2패로 초반 탈락하며 오프라인 예선으로 떨어졌다. 그 이후 양대리그 예선에서 모두 탈락함과 동시에 프로리그에서도 주전 경쟁에서 밀려 버렸고, 그나마 출전하더라도 어이없는 졸전만 펼치며 전부 다 연패하는 등 데뷔 이후 최악의 부진을 겪었다. 그리고 2010년 3월에는 로스터에서 말소까지 되는 등 최악의 분위기가 계속 이어졌다.

### 2010년 5월 영구 제명, 이후 근황
2010년 3월 프로리그 로스터에서 말소되며 사실상 팀 전력에서 배제되었던 마재윤은 4월 프로게이머 승부조작 의혹이 일면서 선수 생명에 결정적인 타격을 입게 되었다. 많은 네티즌은 그가 유난히 전성기 이후인 2007년부터 빠른 추락을 거듭했다는 점, 또한 비슷한 시기부터 좋은 모습을 보이다가도 갑작스런 졸전을 펼치는 경우가 많았다는 점, 무엇보다 포모스 측에서 승부조작 의혹 기사에 올린 흑색 처리된 사진이 마재윤의 사진이었다는 점을 들어 그를 의심하였다. 이에 마재윤은 자신의 승부조작 혐의를 강력하게 부인했고, CJ 엔투스에서는 이를 받아들여 승부조작을 의심하지 말 것을 공식적으로 요구했다. 그러나 5월 검찰의 수사 결과 마 모 프로게이머가 원 모 프로게이머와 함께 승부조작에 연루되었음을 공식 선언했는데, 프로게이머 중 마 씨 성을 가진 프로게이머는 마재윤 하나 뿐인 것으로 밝혀져 사실상 승부조작 혐의가 있음이 확실시되었다. CJ 엔투스는 검찰 발표 하루 전 마재윤을 선수 명단에서 제명했고, 마재윤을 임의 탈퇴 처리했음을 기사를 통해 밝혔다. 마재윤은 승부조작에 연루된 다른 프로게이머들과 함께 공판이 진행되었고, 6월 7일 케스파에서 열린 상벌위원회의 결정에 따라 영구제명을 당하여 선수 생활에 마침표를 찍게 되었다.
2010년 6월에 진행된 공판에서 마재윤은 1년 6개월을 구형받았으며, 10월 22일 최종 선고에서 징역 1년, 집행 유예 2년, 사회 봉사 120시간을 선고받았다. 최근 오토바이 토탈업체인 온라인 쇼핑몰 아미티에를 오픈했다.

### 개인방송 오픈 논란
마재윤은 아프리카TV에 '마프리카'라는 개인방송을 운영하고 있다.
마재윤은 집행유예 기간이던 2011년 6월부터 아프리카 개인방송에서 스타크래프트를 하는 모습을 방송하였다. 이 소식을 전해들은 e스포츠 관계자들과 게임단에서는 즉각 방송을 중지하라 했지만, 마재윤은 이에 신경쓰지 않고 계속 방송을 진행하는 중이다. 승부조작으로 인해 영구제명되었음에도 불구하고 개인방송을 진행하여, 많은 e스포츠 관계자들과 팬들로부터 질타와 비난을 받았다. 2012년 3월에는 시간당 돈을 받고 스타크래프트를 강의하겠다는 게시물을 작성하였다. 또한 자신에게 욕을 하거나 비난하는 사용자는 강제로 방송국에서 퇴출시키며, 금칙어까지 만들어 아예 말을 꺼내지도 못하게 하였다. 2013년 2월 자신을 비방한 네티즌들을 다수 고소하기도 했다. 하지만 점점 범죄자라는 타이틀에 대한 혐오감으로 인한 시청자 수의 하락으로 인한 수입 감소로 모든 금칙어와 제한을 해제하고 스스로 조작을 컨셉으로 한 방송을 시도하기까지 하였다.

### 중국 대회 참가 논란
마재윤은 영구제명을 당했음에도 불구하고 12월 5일, 중국에서 개최된 스타크래프트 대회에 출전했고 2 vs 2 팀리그에서 우승을 해 상금(15만 위안)까지 챙겨 논란이 되었다. 포모스와의 인터뷰에서 마재윤은 중국 대회에 또 출전할 계획이 있냐는 기자의 질문에 중국 측에서 요청이 온다면 출전할 생각이 있다는 대답을 하였다. 아직도 정신을 차리지 못하고, 자신이 저지른 짓을 또 다시 되풀이하고 있어, 여전히 큰 비난을 받고 있다.

## 주요 선수들과의 전적
아래 기록들은 2010년 스타크래프트 승부조작 사건으로 인해, KeSPA의 공식 기록에서 모두 삭제되었다.

#### 이윤열
신한은행 스타리그 시즌3 결승전에서 만나 마재윤이 3:1로 이기고 본좌에 등극하게 되는, 본좌 검증의 마지막 상대였다. MBC Movies 팀리그 결승전에서 한번 패하였으나 그 후 2007년 2월까지 거의 마재윤이 전승하며 상대전적이 한때 비공식전을 포함해 11:3까지 벌어지기도 했다. 12월1일 펼쳐진 3회 슈퍼파이트에서 마재윤이 이윤열을 3대1로 잡아내며 한 발 먼저 앞서간 바 있고, 다음해 2월 24일 신한은행 스타리그 시즌3 결승전에서도 마재윤이 이윤열을 3대1로 잡아냈다. 그러나 이후 신한은행 마스터즈 결승전에서 역으로 이윤열이 3:1로 이긴데다가 마재윤이 슬럼프의 늪에 빠지면서 상대전적의 폭도 대단히 좁아지게 되었으며 이 과정에서 마재윤은 에버 스타리그 2008 1차 본선에서 2연패로 탈락하면서 오프라인 예선으로 가게 되었다. 다시 2009년 헤리티지 리그에서 풀리그때 1번 이기고 결승에서 2:1로 우승하면서 두 선수간의 상대전적은 공식전만으로는 5:5이나, 비공식전을 포함하면 20:11로 마재윤이 우세하다.

#### 최연성
뛰어난 경기력으로 전성기를 누리던 최연성은 당대 유명한 대부분의 선수들에게 경력과 전적에서 앞서 있었다. 하지만 2005년 마재윤의 등장으로 '괴물 테란' 최연성의 상승세도 한풀 꺾이게 된다.
이미 마재윤은 MSL 우승으로 유명해지기 이전부터 최연성의 천적이었다. 최연성은 첫 맞대결인 WEF 2005 결승에서도 2:0으로 완패했으며, CYON배 MSL 승자조 4강에서도 2:0으로 완패를 당하고 패자조로 떨어졌다. 이렇게 해서 비공식전을 포함한 상대 전적 (WEF는 비공식전으로 침)에서 4:0로 뒤쳐지던 최연성은 2005년 LG Cyon 배 MSL 패자조 결승에서 마재윤에게 압도적으로 밀리면서 패배, 결국 3:0으로 전패하며 결승전 진출에 실패하고 전적도 7:0으로 벌어졌다.
2007년 Daum 스타리그 개막전에서 또다시 최연성은 마재윤에게 패배하고 만다.
당시 마재윤과 최연성의 경기는 팬들에게서 "마괴록"이라 부르면서 관심이 집중됐다. 상대 전적은 비공식전을 포함해 11전 8승 3패인데, 비공식 경기를 제외한 공식 경기에서는 6전 6승 0패로 마재윤이 모두 승리하였다.

#### 김택용
2005년 4월부터 2007년 2월까지 1년 10개월에 걸쳐 스타크래프트계의 본좌로써 절대권력을 누리던 마재윤은, 2007년 3월 3일, 곰TV MSL 시즌 1 결승에서 당시 MBC게임 히어로 소속의 신인 프로토스 게이머 김택용을 만났다. MSL 결승전 예고 동영상에선 김택용이 마재윤을 꺾을확률이 '2.69%'라고 예측되었다.
마재윤은 경기가 있던 당일까지 MSL 3회 우승, 5회 연속 결승 진출이라는 대기록을 세우고 있었으며, 경기가 있기 1주일 전, 처음으로 진출한 온게임넷 스타리그 결승전에서 이윤열을 3:1로 제압하며 그 누구도 이길 수 없다는 평가를 받고 있었다. 당시 마재윤의 경기력은, 맵과 상황, 스케줄에 영향을 받지 않는 최상의 경기력이었으며, 마재윤은 프로토스를 상대로 당시 MBC 게임에서 87.5%라는 높은 승률을 자랑하고 있었다.
반면에 김택용은 MSL 결승에 최연소, 최초 진출한 프로토스로 4강전에서 강민을 격파함으로써 리그의 흥행을 망쳤다는 비판을 들을 정도로 인지도가 낮은 선수였으나, 마재윤은 예상을 뒤엎고 김택용에게 0:3으로 완패한다. 이 혁명과도 같은 승리로 말미암아 김택용은 '혁명가'라는 별명을 얻게 되었다. 반면에 마재윤은 이 날 이후 슬럼프에 시달리게 된다.
2009년 1월 15일, 로스트사가 MSL 개막전에서는 천적 김택용을 상대로 승리를 따냈다. 이로써 김택용과의 상대전적은 3승 12패(마재윤 기준)가 되었다. 또한 얼마전 치러진 올스타 종족 최강전에서 마재윤이 송병구를 극적인 역전승으로 잡고 그 이어 만난 김택용까지 잡아내며 상대전적을 비공식전까지 포함해 12:4까지 따라잡았다. 그러나 12월 3일 NATE MSL 2009 F조 패자전에서 다시 만난 김택용이 마재윤을 격파하면서 상대전적이 다시 공식전만으로는 6:2 비공식전을 포함해 13:4로 크게 벌어졌다.

#### 이성은
이성은 선수가 처음으로 주목을 받은 것은 2007년 7월 곰TV MSL 시즌 2 8강이었다. 이성은은 이날 1세트에서 절대 뒤집을 수 없었던 것처럼 보이던 경기를 배틀크루져와 메딕의 리스토레이션 기술을 사용하며 역전승을 일구어냈고, 마지막 5세트에서 몰래 3배럭 이후 무난한 운영으로 승리를 이끌어냈다. 이 승리 이후 이성은은 마재윤의 부스 앞에서 노홍철의 저질댄스를 구사하였다.
집요하게 마재윤만을 타겟팅하는 이성은 선수는 MSL에서 두 차례 마재윤 선수를 지목했고 매경기 승리를 거머쥐었는데, 급기야 이에 흥분한 마재윤이 헤드셋을 내팽겨치고 GG를 치기 전에 나가 버리는 일도 생겼고(신한은행 프로리그 2007 후기 12월 30일 경기), 결국 이로 인해 경고까지 받았다.
10번째 대결에서 패한 후 가진 인터뷰에서 마재윤이 '이성은 선수를 인정할 수밖에 없다, 지는 것을 인정한다, 차이가 확실히 느껴진다, 당분간은 이성은 선수를 만나지 않는 것이 도움이 될 것 같다.'라고 하면서 이성은을 두려워하는 모습을 보여주기까지 했다.
하지만 이후 이성은이 부진하는 모습과는 정반대로 마재윤은 조금씩 살아나는 모습을 보여주면서 최근 2009년 4월 19일 4라운드 배틀로얄에서 마재윤은 이성은을 압도적으로 제압하게 된다.
- 이성은VS 마재윤 상대전적
  - 2007년 6월 24일 이성은 승 vs 마재윤 패 - 곰TV MSL 시즌2 8강 B조 1Set In Python 1.1
  - 2007년 6월 24일 이성은 패 vs 마재윤 승 - 곰TV MSL 시즌2 8강 B조 2Set In Loki
  - 2007년 6월 24일 이성은 승 vs 마재윤 패 - 곰TV MSL 시즌2 8강 B조 3Set In Desperado
  - 2007년 6월 24일 이성은 패 vs 마재윤 승 - 곰TV MSL 시즌2 8강 B조 4Set In Monty Hall
  - 2007년 6월 24일 이성은 승 vs 마재윤 패 - 곰TV MSL 시즌2 8강 B조 5Set In Python 1.1
  - 2007년 11월 11일 이성은 승 vs 마재윤 패 - 신한은행 프로리그 2007 후기리그 In Katrina
  - 2007년 12월 30일 이성은 승 vs 마재윤 패 - 신한은행 프로리그 2007 후기리그 In Blue Storm
  - 2008년 5월 6일 이성은 승 vs 마재윤 패 - 신한은행 프로리그 2008 전기리그 In Andromeda
  - 2008년 5월 10일 이성은 승 vs 마재윤 패 - 아레나 MSL 32강 F조 2경기 In Tiamat 1.0
  - 2008년 12월 1일 이성은 승 vs 마재윤 패 - 신한은행 프로리그 08~09 2라운드 In Rush Hour 3
  - 2009년 4월 19일 이성은 패 vs 마재윤 승 - 신한은행 프로리그 08~09 4라운드 In Battle Royal

#### 김명운
프로토스와 테란전은 강하지만 저그전은 취약한 걸로 평가받는 김명운 선수지만, 2009년의 첫 번째 MSL이었던 로스트사가 MSL에서 처음으로 만난 이후 김명운이 상대전적상에서 압도하고 있는 한마디로 마재윤의 신천적으로 자리잡았다.
서로의 첫 번째 맞대결은 바로 김택용이 두 번째 3저그조 광탈을 겪었던 로스트사가 MSL 32강 A조의 승자전에서 였는데, 이때는 김택용을 꺾은 기세를 탄 마재윤이 김명운마저 꺾으며 16강에 진출하게 된다. 이후 김명운도 김택용을 꺾고 진출. 둘은 8강에서 다시 만나는데 이때 김명운이 좋은 플레이를 보여주며 3-1로 마재윤의 4강진출 시도를 저지하며 4강에 진출한다.
이후 08-09 신한은행 프로리그 5R에서 다시 만나 김명운이 마재윤을 완파했고, 블리즈컨 2009에선 김명운이 마재윤을 2R A조, 패자 결승에서 모두 2: 0으로 잡아내고, 최근 09-10 신한은행 프로리그에서 김명운이 승리를 거두어 상대전적을 9: 2까지 벌어졌다.
김명운은 마재윤을 상대로 공식전만으로는 4연승, 비공식 포함 8연승을 달성했다.
- 김명운 vs 마재윤 상대전적
  - 2009년 1월 15일 김명운 패 vs 마재윤 승 - 로스트사가 MSL 32강 A조 승자전 In Byzantium 2
  - 2009년 2월 26일 김명운 승 vs 마재윤 패 - 로스트사가 MSL 8강 A조 1set In Destination 1.1
  - 2009년 2월 26일 김명운 패 vs 마재윤 승 - 로스트사가 MSL 8강 A조 2set In Byzantium2
  - 2009년 2월 26일 김명운 승 vs 마재윤 패 - 로스트사가 MSL 8강 A조 3set In Carthage 1.0
  - 2009년 2월 26일 김명운 승 vs 마재윤 패 - 로스트사가 MSL 8강 A조 4set In 신 청풍명월 2.1
  - 2009년 7월 1일 김명운 승 vs 마재윤 패 - 신한은행 프로리그 08-09 5R In Outsider 1.0
  - 2009년 8월 22일 김명운 승 vs 마재윤 패 - 블리즈컨 2009 2R A조 1Set In Neo Medusa 2.2
  - 2009년 8월 22일 김명운 승 vs 마재윤 패 - 블리즈컨 2009 2R A조 2Set In Outsider 1.0
  - 2009년 8월 23일 김명운 승 vs 마재윤 패 - 블리즈컨 2009 패자 결승 1Set In Neo Medusa 2.2
  - 2009년 8월 23일 김명운 승 vs 마재윤 패 - 블리즈컨 2009 패자 결승 2Set In Destination 1.1
  - 2009년 11월 23일 김명운 승 vs 마재윤 패 - 신한은행 프로리그 09-10 1R 3Set In Outsider SE

#### 김구현
김구현과는 0:3 무승으로 열세였다. 첫만남은 곰TV MSL 시즌4 32강 C조 패자전이었는데, 여기서 패하며 2연패로 탈락해버렸고, 신한은행 프로리그 08-09 3라운드 STX전 3세트에서 패했고, 팀도 올킬패를 당했다. 이어 신한은행 프로리그 09-10 1라운드 STX전 4세트에서 또다시 패하였다.

#### 도재욱
도재욱을 상대로 마재윤은 상대전적 0:3 무승으로 열세. 첫만남은 박카스 스타리그 2008 16강 A조 4경기였는데, 여기서 패했다. 이어 신한은행 프로리그 08-09 2라운드 SKT전 4세트에서도 패했고, 신한은행 프로리그 09-10 3라운드 SKT전 3세트에서도 패했다.

#### 송병구
송병구와의 첫만남은 비공식전인 CYON MSL 2005 3차 챌린지 예선 D조 결승으로 이때 1:2로 패배, WCG 2005 1차예선 9조 4강에서도 0:2 셧아웃, 이어 공식전에서의 첫만남은 SKY 프로리그 2005 후기리그 준플레이오프 삼성전자전 7세트였는데 여기선 송병구에게 패했다. 하지만, SKY 프로리그 2006 전기리그 삼성전자전 5세트에선 승리했다. 이어 이듬해 곰TV MSL 시즌2 16강 D조 경기에서 다시 만났는데, 마재윤이 2:0으로 승리하고 8강에 진출했다. 이어 비공식전인 신한은행 프로리그 2007 전기리그 올스타전 열정팀전 7세트에서 다시 마재윤 승리, 곰TV MSL 시즌3 16강 D조에서 다시 만났는데, 이때는 두 번째 세트를 내주긴 했지만, 끝내 마재윤이 2:1로 승리하면서 8강 진출에 성공했다. 이듬해 여름 비공식전인 2008 블리즈컨 월드와이드 인비테이셔널 승자조 결승에서는 1:2 패배, 그해 겨울 역시 비공식전인 IEF 2008 8강 A조에서는 0:3 셧아웃 패배, 역시 비공식전인 올스타 종족 최강전 프로토스전 6세트에서는 마재윤이 승리했다. 상대전적 공식전만으로는 5:2로 우세, 비공식전까지 합치면 12:8로 더 강세.

#### 윤용태
윤용태와의 첫만남은 SKY 프로리그 2006 전기리그 한빛전 2세트였는데, 여기서 마재윤이 승리했다. 이어 신한은행 프로리그 2007 전기리그 1라운드 한빛전 5세트에서 또다시 마재윤이 승리했다. 이어 비공식전인 WCG 2007 최종 대표선발전 3, 4위전에서 2:0 셧아웃시키며 본선에 진출했고, 곰TV MSL 시즌3 8강 B조 경기에서 3:1로 승리하고 4강에 진출했다. 그러나 신한은행 프로리그 2007 후기리그 2라운드 한빛전 1세트에선 패배하였다. 다시 비공식전인 WCG 2008 대표선발전 24강에서 1:2 패배 탈락, TG삼보-인텔 클래식 시즌2 32강에서 1:2 탈락, 상대전적은 공식전만으로는 5:2, 비공식전까지 합쳐서 9:6으로 우세.

#### 이제동
이제동과의 전적은 공식전만으로는 3:3 무승부, 비공식전까지 따지면 4:5 약간 열세. 첫만남은 비공식전이었던 스타리그 24강 진출전 예선 M조 결승으로 이제동이 2:1 승리, 공식전에서의 첫 만남은 2006 3차 듀얼토너먼트 C조 승자전으로 이때는 마재윤이 승리했다. 이어 곰TV MSL 시즌1 16강 패자전 1경기도 마재윤이 승리했다. 그러나 신한은행 프로리그 2007 후기리그 1라운드 르까프전 2세트에서 패하면서 2전전승이 끊겼다. 이어 박카스 스타리그 2008 16강 A조 1경기에서도 패했으며, 신한은행 프로리그 08-09 3라운드 위너스리그 결승전 화승전 3세트까지 패하면서 이제동전 3연패를 했다. 그러나 신한은행 프로리그 09-10 1라운드 화승전 2세트에서 승리하면서 이제동전 3연패를 끊었다.

#### 이영호
테란전의 최종병기 이영호에게는 매우 약했다. 첫만남은 다음 스타리그 2007 16강 A조 3경기로 여기선서는 마재윤이 승리했다. 하지만 2007 2차 듀얼토너먼트 C조 승자전에서는 이영호에 패했으며, 신한은행 프로리그 2007 후기리그 1라운드 KTF전 1세트에서도 패했으며, 에버 스타리그 2007 16강 D조 5경기에서도 패하면서 이영호전 3연패를 했다. 하지만 16강 D조 재경기 3경기에서는 마재윤이 승리하면서 이영호전 3연패를 끊었다. 이어 비공식전인 XNOTE-인텔센트리노 곰TV 스타 인비테이셔널 16강 A조 1경기에서는 다시 이영호에 패배, 3월 열린 올스타 스킨스 매치 이영호전에서는 3:0이었다가 내리 4개의 세트를 내주며 리버스 스윕 3:4 대역전패, TG삼보-인텔 클래식 시즌1 특별전 4강 B조에서 0:2 완패, 다시 비공식전인 신한은행 프로리그 08-09 올스타전 열정팀전 3세트에서는 마재윤 승리, 그러나 신한은행 프로리그 09-10 1라운드 KT전 3세트에서 패배, 2라운드 KT전 2세트에서도 패했다. 상대전적은 공식전만으로는 2:5로 열세, 비공식전까지 합치면 6:12이다

#### 염보성
염보성과는 신한은행 프로리그 2007 후기리그 1라운드 MBC게임전 1세트와 박카스 스타리그 2008 16강 A조 6경기에서 패했으며, 2008년 3월에 열린 비공식전인 올스타 스킨스 매치 염보성전에서 2:5 패배. 그 해 6월, 블리즈컨 월드와이드 인비테이셔널 승자조 4강에선 2:0으로 승리했으나, 패자조 결승에서는 2:1로 패했다. 이어 다시 공식전인 신한은행 프로리그 08-09 4라운드 MBC게임전 1세트에서 패했다. 상대전적 공식전만으로는 0:3 무승, 비공식전까지 합치면 5:10으로 약세.

#### 변형태
이전 팀 동료였던 변형태와는 8차례나 만났었는데, 모두 팽팽했다. 개인리그와 비공식전에서만 만난 기록들로, 신한은행 스타리그 2006 Season 3 4강 B조 경기에서 마재윤이 접전 끝에 3:2로 승리하고 결승 진출에 성공했다. 그러나 다음 스타리그 2007 8강 A조 경기에서 다시 만나서 2:1로 패하며 4강 진출에 실패했다. 이어 비공식전인 2007년 블리즈컨 인비테이셔널 승자조 결승에서는 2:1 승리. 상대전적 공식전만으로는 4:4로 무승부이나 비공식전까지 합치면 6:5로 앞선다.

#### 고인규
고인규와는 SKY 프로리그 2006 전기리그 SKT전 4세트에서 패했으며, 2007 3차 듀얼토너먼트 E조 1경기에선 마재윤이 승리했다. 하지만 아발론 온라인 MSL 2009 32강 G조 경기에서는 1경기와 최종전에서만 모두 패하면서 16강 진출에 실패했다. 상대전적 1:3로 열세.

#### 박태민
박태민과는 SKY 프로리그 2005 후기리그 SKT전 3세트에서 패했으며, SKY 프로리그 2006 후기리그 SKT전 4세트에서도 패했으며, 곰TV MSL 시즌2 32강 B조 1경기에서도 패했다. 상대전적은 0:3 , 무승으로 초약세.

#### 김윤환
STX 소울의 저그 김윤환과는 신한은행 프로리그 2007 전기리그 1라운드 STX전 5세트에서 패했으며, 14차 MSL 서바이버 토너먼트 L조 승자전에서도 패했다. 그러나 2008 MSL 서바이버 토너먼트 시즌3 7조 최종전에서는 마재윤이 승리하며 MSL 진출에 성공했다. 그러나 신한은행 프로리그 09-10 2라운드 STX전 1세트에서 또 패했다. 상대전적은 1:3로 마재윤이 열세였다.

#### 김준영
2009년 8월에 은퇴하여 지금은 없는 김준영에게도 약했다. CYON MSL 2005 3차 챌린지 C조 2경기와 SKY 프로리그 2006 후기리그 한빛전 2세트, 신한은행 프로리그 2007 전기리그 2라운드 한빛전 4세트에서 패했다. 상대전적은 0:3 무승으로 초약세.

#### 박정석
박정석과는 우주 MSL 2005 승자조 4강 2경기에서 2:0으로 승리했으며, 결승전에서도 마재윤이 3:1로 승리했다. 이어 비공식전인 WEF 2005 4강에서 2:0 승리, SKY 프로리그 2005 후기리그 1라운드 KTF전 1세트에서도 마재윤이 승리했으며, 2라운드 KTF전 1세트에서도 마재윤이 승리했다. 다시 비공식전인 엘리트 학생복 MSL 올스타리그 부산투어 2경기도 마재윤이 승리, 다시 공식전인 프링글스 MSL 시즌1 16강 승자전 2경기에서도 마재윤이 승리, 그러나 SKY 프로리그 2006 전기리그 KTF전 1세트에서는 패했다. 그러나 SKY 프로리그 2006 후기리그 KTF전 4세트에도 패했다. 이어 다시 비공식전인 제4회 슈퍼바이트 e스포츠 8강 A조에서 마재윤 승리, 다시 비공식전인 2007 블리즈컨 인비테이셔널 승자조 4강에서도 2:0으로 승리하면서 상대전적 공식전만으로는 8:3, 비공식전까지 합치면 14:3으로 마재윤이 초강세.

#### 강민
강민과의 첫만남인 MBC Movies배 팀리그 KTF전 3경기에서는 강민이 승리, 구룡쟁배 듀얼토너먼트 1라운드 F조 4경기에서도 강민이 승리했다. 그러나 CYON MSL 2005 16강 1경기에서는 마재윤이 승리, 비공식전인 엘리트 학생복 MSL 올스타리그 대구투어 결승에서는 1:2 패배 준우승, 다시 공식전인 프링글스 MSL 시즌1 결승전에서 만났는데, 마재윤이 3:1로 승리하고 우승했다. 그해 8월 WEF 2006 4강에서 마재윤이 2:0 승리, 다시 공식전인 프링글스 MSL 시즌2 4강 B조 경기에서 다시 만나 또 마재윤이 3:1로 승리하고 결승에 진출했다. 이어 곰TV MSL 시즌1 8강 B조 2경기에서도 마재윤이 승리했다. 하지만 신한은행 프로리그 2007 전기리그 1라운드 KTF전 2세트에서는 강민에 패했다. 비공식전인 2007 블리즈컨 월드와이드 4강 8강에서 2:1 승리, 다음날 최종 결승전에서 2:0 승리, 2년 뒤 7월, 헤리티지 10강 B조 5경기도 마재윤이 승리하였다. 상대전적은 공식전만으로는 8:5, 비공식전까지 포함하여 18:8로 마재윤이 강세.

#### 박용욱
박용욱과는 SKY 프로리그 2005 후기리그 2라운드 SKT전 3세트에서 마재윤이 승리했으며, 프링글스 MSL 시즌2 8강 B조 승자전에서도 마재윤이 2:0으로 승리하였다. 비공식전인 헤리티지 10강 B조 2경기에서도 승리했다. 상대전적 공식전만으로는 3:0, 비공식전까지 합치면 4:0으로 마재윤이 강세.

#### 이병민
이병민과는 스프리스 MSL 2004 16강 B그룹 4경기에선 마재윤이 승리, 하지만 2개월 뒤 패자조 2회전 4경기에서는 이병민에 패했다. SKY 프로리그 2004 3라운드 새턴리그 2경기에서도 마재윤이 승리, MBC Movies배 팀리그 결승전 3경기에서도 마재윤이 승리하였다. 상대전적 3:1로 마재윤이 강세.

#### 안상원
안상원과는 비공식전에서 먼저 만났었는데, 다음 다이렉트 듀얼토너먼트 1라운드에서 0:2 완패, 2006 2차 듀얼토너먼트 1조 결승에서 1:2 패배, 공식전에서의 만남들인 SKY 프로리그 2006 후기리그 온게임넷전 4세트에서 마재윤이 승리했으며, 곰TV MSL 시즌2 32강 B조 최종전에서도 안상원에 승리하고 16강 진출에 성공했으며, 14차 MSL 서바이버 토너먼트 L조 최종전에서도 마재윤이 승리하며 MSL 진출에 성공했다. 공식전만으로는 0:3 열세이나, 비공식전까지 합치면 4:4 동률이다.

#### 임요환
임요환과의 전적은 공식전만으로는 1:1이나, 비공식전까지 합치면 6:1 더 강세다. 2004년 4차 마이너리그 E조 1경기 승리, 2006년 10월에 열린 제1회 슈퍼파이트 e스포츠에서 3:0으로 승리하였고, 여담으로 이때 임요환은 공군 입대까지 엿새 남은 때였다. 이어 2007년 어린이날엔 역시 비공식전인 도너스캠프 드림매치에서 2:0 승리, 그러나 나흘뒤 공식전인 신한은행 프로리그 2007 전기리그 공군전 1세트에서는 처음으로 임요환에 패했으며, 이로써 비공식전까지를 포함한 상대전적 전승 기록이 끊겼다. 이 기록 역시 KeSPA에는 삭제되어서 없다.

## 승부 조작 사건
2010년 4월 몇몇 팬들로부터 승부 조작에 마재윤이 가담한 것이 아니냐는 이야기가 제기되면서 '마재윤 vs 이신형'전의 배팅 사건 등등이 제기되었지만, e스포츠 팬들의 반응은 마재윤이 맞다고 주장하는 쪽과 확실하진 않으니 검찰 조사를 기다리자는 쪽으로 나뉘면서 서로 논쟁을 벌이기 시작했다. 이에 검찰은 마 모 프로게이머가 연루되었다고 발표하였는데, 실제 케스파에 등록된 마 씨 성을 가진 프로게이머는 마재윤이 유일한 것으로 밝혀져 사실상 마재윤이 승부조작에 연루되었음이 밝혀졌다. CJ 엔투스는 검찰 수사 공식 확인 하루 전 마재윤을 팀 선수 명단에서 제명하였고, 한국 e스포츠 협회는 그를 다른 승부조작을 꾸민 진영수, 원종서, 최가람, 김창희, 신희승, 김성기, 문성진, 박찬수, 박명수, 정진현을 모두 영구제명 조치하였다. 검찰 수사 발표 이후 MBC게임 해설진은 경기 중계 도중 과거 경기를 언급하며 마재윤을 우회적으로 비난하기도 했다. 이후 마재윤은 승부 조작 혐의로 인하여 벌어진 재판 당시 재판장이 당신의 직업은 무엇이냐고 물어보자, 마재윤은 프로게이머라고 답하여 무직이라고 대답했던 원종서와 대조를 보였다. 마재윤은 e스포츠 팬들의 예상과는 달리, 자신이 직접 승부조작에 개입하여 고의적으로 경기를 패배한 혐의에 대해서는 무죄 판결을 받았다.

## 주요 기록
마재윤의 주요 기록은 승부조작 사건 이후, 한국e스포츠협회로부터 영구 제명되어 공식 기록에서 전부 삭제되었다.

### 개인리그
- 2004년 스프리스 MSL 16강
- 2005년 우주닷컴 MSL 2005 우승(3:1 박정석)
- 2005년 WEF 2005 스타크래프트 부문 우승(2:0 최연성)
- 2006년 CYON MSL 2005 준우승(1:3 조용호)
- 2006년 프링글스 MSL Season 1 우승(3:1 강민)
- 2006년 WEF 2006 스타크래프트 부문 우승(2:0 이윤열)
- 2006년 IEF 2006 스타크래프트 부문 3위
- 2006년 프링글스 MSL Season 2 우승(3:1 심소명)
- 2006년 제3회 CJ 슈퍼파이트 우승(3:1 이윤열)
- 2006년 신한은행 스타리그 2006 Season 3 우승(3:1 이윤열)
- 2007년 곰TV MSL 시즌1 준우승(0:3 김택용)
- 2007년 신한은행 마스터즈 준우승(1:3 이윤열)
- 2007년 WWI 2007 스타크래프트 부문 준우승(1:2 김택용)
- 2007년 블리즈컨 2007 스타크래프트 부문 우승(2:0 강민)
- 2007년 IEF 2007 스타크래프트 부문 준우승(0:2 김택용)
- 2007년 Daum 스타리그 8강
- 2007년 곰TV MSL 시즌2 8강
- 2007년 WCG 2007 그랜드 파이널 스타크래프트 부문 8강
- 2007년 EVER 스타리그 2007 8강
- 2007년 곰TV MSL 시즌3 3위
- 2008년 박카스 스타리그 2008 16강
- 2008년 곰TV MSL 시즌4 32강
- 2008년 곰TV 스타 인비테이셔널 16강
- 2008년 WWI 2008 스타크래프트 부문 3위
- 2008년 EVER 스타리그 2008 1차 본선
- 2008년 아레나 MSL 2008 32강
- 2008년 곰TV TG삼보-인텔 클래식 시즌1 16강
- 2008년 클럽데이 온라인 MSL 32강
- 2008년 블리즈컨 2008 스타크래프트 부문 우승(2:0 이윤열)
- 2008년 곰TV TG삼보-인텔 클래식 시즌2 32강
- 2008년 IEF 2008 스타크래프트 부문 4위
- 2009년 로스트사가 MSL 8강
- 2009년 곰TV TG삼보-인텔 클래식 시즌3 64강 2R
- 2009년 아발론 MSL 2009 32강
- 2009년 e스타즈 서울 2009 스타크래프트 헤리티지 우승(2:1 이윤열)
- 2009년 블리즈컨 2009 스타크래프트 부문 3위
- 2009년 NATE MSL 2009 32강

### 팀단위 리그
- 2006년 제4회 CJ 슈퍼파이트 우승(CJ 엔투스)
- 2007년 신한은행 프로리그 2006 후기리그 준우승(CJ 엔투스)
- 2008년 신한은행 프로리그 2007 후기리그 준우승(CJ 엔투스)
- 2009년 신한은행 위너스 리그 08-09 우승(CJ 엔투스)

### 협회 수상
- 2007년 제2회 대한민국 e스포츠 대상 저그 최우수 선수상
- 2007년 제2회 대한민국 e스포츠 대상 최다승상
- 2007년 제2회 대한민국 e스포츠 대상 최고 승률상
- 2007년 제2회 대한민국 e스포츠 대상 베스트 3
- 2007년 제2회 대한민국 e스포츠 대상 올해의 선수상
- 2008년 제3회 대한민국 e스포츠 대상 베스트 3

## 같이 보기
- 박찬수
- 스타크래프트 승부 조작 사건